# Richard Specht
Richard Specht (* 7. Dezember 1870 in Wien; † 18. März 1932 ebenda) war ein österreichischer Lyriker, Dramatiker, Schriftsteller, Musikkritiker und Musikwissenschaftler.

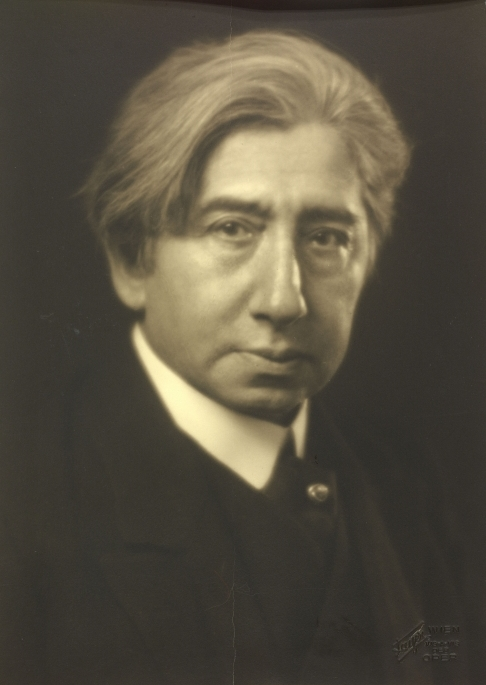
Aufnahme von Georg Fayer (1927)

## Leben
Richard Specht entstammte einer jüdischen Familie, er war der Sohn von Ladislaus Specht, einem Textilkaufmann, und Pauline, geborene Kuh. Er wurde gemeinsam mit seinen Brüdern von Rudolf Steiner, Esoteriker, Philosoph und Begründer der Anthroposophie, als Hauslehrer unterrichtet. Er studierte Klavier und Musiktheorie und ab 1887 vier Semester Architektur an der Technischen Hochschule in Wien, war danach aber zuerst kaufmännisch tätig. 
Sein Interesse galt jedoch der Literatur; als Lyriker und Dramatiker gehörte er zum Schriftstellerkreis „Jung Wien“ und war Mitarbeiter der Arbeiter-Zeitung in Wien, schrieb aber auch für den Berliner Börsen-Courier und veröffentlichte Beiträge in der Neuen Freien Presse und im Pester Lloyd. 
Unter dem Einfluss von Brahms, Brüll (einem Verwandten mütterlicherseits) und Goldmark interessierte er sich zunehmend für die Musik und arbeitete als Musikkritiker für die Wiener Allgemeine Zeitung, das Illustrierte Wiener Extrablatt und Die Zeit. Ab 1908 war er Mitarbeiter für die Wiener Zeitschrift für Musik. 1909 gründete er zusammen mit Richard Batka die einflussreiche, halbmonatlich erscheinende, Musikzeitschrift Der Merker, die er bis 1919 mit Batka und danach mit Julius Bittner leitete. 1914–20 war er Redakteur der Programmhefte der Abonnementkonzerte der Wiener Philharmoniker. Ab 1920 arbeitete Specht als freier Schriftsteller, hielt zahlreiche Vorträge im Rundfunk und Vorlesungen über Literatur und Ästhetik am Neuen Wiener Konservatorium. 1924 verfasste er das Geleitwort zu der Grafikmappe Viktor Tischlers Max Reinhard und seine Schauspieler.
1925 wurde er zum Professor an der Wiener Akademie für Musik und darstellende Kunst ernannt.
Bekannt ist Specht vor allem für seine Schriften über klassische Musik und galt zu seiner Zeit als einer der führenden Musikpublizisten. Befreundet war er u. a. mit Arthur Schnitzler. Er engagierte sich maßgeblich für die Musik Gustav Mahlers und gehörte zu den regelmäßigen Gästen im Salon von Mahlers Witwe Alma Mahler-Werfel. 
Specht war dreimal verheiratet: ab 1912 mit der Pianistin Valerie Helene (Wera) Schapira (1888–1930), ab 1920 mit Wanda Maria Halban (1894–1986), der Nichte des Gynäkologen Josef von Halban, ab 1930 mit der Schauspielerin Alexandra Laura Louise Pagin, geschiedene Rasim (1894–1953).
Sein ehrenhalber gewidmetes Grab befindet sich auf dem Grinzinger Friedhof (Gruppe 13, Reihe 2, Nr. 7).

## Werke (Auswahl)

### Literarische Werke
- Gedichte. 1893.
- Das Gastmahl des Plato. Drama. 1895.
- Pierrot bossu. Drama. E. Pierson, Dresden/Leipzig/Wien 1896.
- Zehn Jahre Burgtheater. Eine Studie. Rosner, Wien 1899.
- Kritisches Skizzenbuch. Wiener Verlag, Wien 1900.
- Mozart. Zwölf Gedichte. 1914.
- Florestan Kestners Erfolg. Eine Erzählung aus den Wiener Märztagen. Mit einem Nachwort von Stefan Zweig. Reclam, Leipzig 1929 (Reclams Universal-Bibliothek. Nr. 7038–7039).
- Die Nase des Herrn Valentin Berger. Tragikomödie eines Wiener Filmschauspielers. Phaidon, Wien 1929.

### Musikschriften
- Gustav Mahler. Gose & Tetzlaff, Berlin 1905. (Moderne Essays. Nr. 52).
- Johann Strauß. Marquardt, Berlin 1909 (Die Musik. Band 30).
- Gustav Mahler. Schuster & Loeffler, Berlin/Leipzig 1913.
- Das Wiener Operntheater. Von Dingelstedt bis Schalk und Strauß. Erinnerungen aus 50 Jahren. Knepler, Wien 1919.
- Richard Strauss und sein Werk. Band 1: Der Künstler und sein Weg, der Instrumentalkomponist. Band 2: Der Vokalkomponist, der Dramatiker. E. P. Tal, Leipzig 1921.
- Julius Bittner. Eine Studie. Drei Masken Verlag, München 1921.
- Arthur Schnitzler. Der Dichter und sein Werk. Eine Studie. S. Fischer, Berlin 1922.
- Wilhelm Furtwängler. Eine Studie über den Dirigenten. Wila, Wien/Leipzig 1922.
- Emil Nikolaus von Reznicek. Eine vorläufige Studie. E. P. Tal, Leipzig 1923.
- Franz Werfel. Versuch einer Zeitspiegelung. Zsolnay, Berlin/Wien 1926.
- Johannes Brahms. Leben und Werk eines deutschen Meisters. Avalun, Hellerau 1928.
- Giacomo Puccini. Das Leben, der Mensch, das Werk. Hesse, Berlin-Schöneberg 1931.

Werkeinführungen
- Gustav Mahlers 1. Symphonie. Eine thematische Analyse. Universal Edition, Wien o. J.
- Gustav Mahler. Sechste Symphonie. Thematischer Führer. Kahnt, Leipzig 1906.
- Gustav Mahlers VIII. Symphonie. Eine thematische Analyse. Mit einer Einleitung, biographischen Daten und dem Porträt Mahlers. Universal Edition, Leipzig/Wien 1912.
- Gustav Mahlers II. Sinfonie. Eine thematische Analyse. Universal Edition, Leipzig/Wien 1916.
- Die Frau ohne Schatten – Einführung in die Musik. 1919.
- Der Schatzgräber. Oper von Franz Schreker. Einführung in die Musik. Universal Edition, Wien/Leipzig 1920.
- Gustav Mahler. III. Symphonie d-Moll. Thematische Analyse. Universal Edition, Leipzig ca. 1920.
- Gustav Mahler. Nachgelassene zehnte Symphonie. Einführende Bemerkungen. Zsolnay, Berlin/Wien 1924.
- Cornelius Czarniawski. Zweite Sinfonie in e-moll op. 31. Eine thematische Einführung. Waldheim-Eberle, Wiesbaden um 1930.
- Vollständiges Verzeichnis der im Druck erschienenen Werke von Richard Strauss. Mit Portrait, biographischen Daten sowie einer Einführung. Universal Edition, Wien o. J.

### Herausgeber
- Friedrich Hebbel. Ausgewählte Werke in 6 Bänden. Cotta, Stuttgart 1903/04.

Sowie zahlreiche Opernlibretti (Textbücher)

## Auszeichnungen
- 1914: Offizier der Académie française